# Bundsnørefiskeri
 Denne artikel bør gennemlæses af en person med fagkendskab for at sikre den faglige korrekthed.

Bundsnørefiskeri er en type fiskeri, hvor man lader snøren gå til bunds. Man kan anvende en feeder eller et blylod. Fenderen eller blundet monteres et stykke over krogen. Benyttes en feeder, kan man også bruge en feederstang, der har en ekstra følsom spids, der synliggør bevægelse mere end normale stænger.